# José Napoleón Guzmán Ávila
José Napoleón Guzmán Ávila (Ciudad de Uruapan, Michoacán, 12 de octubre de 1959) es un Historiador, Académico y Conferencista adscrito a la Universidad Michoacana de San Nicolás de Hidalgo,siendo titular en el Instituto de Investigaciones Históricas de la misma universidad, con publicaciones nacionales e internacionales en el área de Historia Social, Historia Económica, Historia de la Educación y Enseñanza de la Historia.Durante el periodo de 1998-1999, fungió como rector interino de la Universidad Michoacana tras la renuncia del Mtro. Salvador Galván Infante.

## Biografía
Nació en la ciudad de Uruapan, Michoacán, el 12 de octubre de 1959, en el seno de una familia tradicional. Su infancia se desarrolló en su ciudad natal, salvo un corto periodo de tiempo que vivió en el municipio de Coahuayana, Michoacán. Su padre, el señor José Napoleón Guzmán Blanco, trabajó como inspector, visitador de rentas y receptor en el gobierno del estado. Como su trabajo se desenvolvía en diferentes partes de la entidad y dependía de una oficina establecida en la ciudad de Morelia, el joven Napoleón Guzmán Ávila, quien casi siempre acompañaba a su padre, tuvo la fortuna de visitar de manera muy frecuente a la capital del estado, lugar en donde conocería al Colegio de San Nicolás, lo que le permitió experimentar el ambiente académico-estudiantil que se desarrollaba durante ese entonces.

## Formación Académica
Napoleón Guzmán cursó sus estudios de nivel básico y medio superior en la ciudad de Uruapan, y fue en la Escuela Preparatoria “Eduardo Ruiz” donde interactuó con el mundo universitario. A finales de 1976 arribó a la ciudad de Morelia para continuar con sus estudios de licenciatura. Después de una breve estancia en la Escuela de Ingeniería Civil, decidió estudiar la carrera de Historia, en la Universidad Michoacana de San Nicolás de Hidalgo.Tras la obtención de su grado como licenciado en Historia, el maestro Ángel Gutiérrez le insistió a que realizara sus estudios de posgrado, en la Facultad de Filosofía y Letras de la Universidad Nacional Autónoma de México, teniendo como profesores en la Maestría a destacados investigadores como Enrique Florescano, Álvaro Matute, Wenceslao Roces y Ernesto Lemoine.Tiempo después, realizaría su doctorado en la misma Universidad Nacional Autónoma de México (UNAM).

## Libros
El doctor José Napoleón Guzmán Ávila ha publicado gran cantidad de libros, ya sea como coordinador, colaborador o como autor principal. Dentro de sus principales obras, destacan las siguientes:  
1. Acuña Rodríguez, Olga Yanet, José Napoleón Guzmán Ávila, Ana, Zavala, María Guadalupe Chávez Carbajal, Jéssica Ramírez Achoy, Joan Pagès i Blanch y Claudia Liliana Monroy Hernández. Voces de la enseñanza de la historia.. Tunja: Editorial UPTC, 2022. https://10.19053/9789586606882.9789586606899. [6]
2. Acuña Rodríguez, Blanca Ofelia, Olga Yanet Acuña Rodríguez, Martha Fernández Samacá, Diana Bonnett Vélez, José Napoleón Guzmán Ávila y Laura López Estupiñán. Mercado y Región. Tunja: Editorial UPTC, 2020. https://10.19053/9789586604482. [7]
3. José Napoleón Guzmán Ávila (Coordinador) "Uruapan Ciudad que brota del Cupatitzio", Morelia, Michoacán, Universidad Michoacana de San Nicolás de Hidalgo/Instituto de Investigaciones Históricas, 2018.
4. José Napoleón Guzmán Ávila, Michoacán y la inversión extranjera 1880-1911, Morelia, Michoacán, UMSNH/Departamento de Investigaciones Históricas, 1982.
5. José Napoleón Guzmán Ávila, Uruapan en el Porfiriato, Uruapan del progreso: Taller de Javier Bucio, 1997.
6. Gerardo Sánchez Díaz, José Alfredo Uribe Salas, José Napoleón Guzmán Ávila, Michoacán: tres décadas de historia militar, México: UNAM, 1988.
7. José Napoleón Guzmán Ávila (Coordinador), Iconografía universitaria 1917-2017, Morelia, Michoacán, Universidad Michoacana de San Nicolás de Hidalgo/Instituto de Investigaciones Históricas: Cámara de Diputados, LXIII legislatura, 2017.
8. José Napoleón Guzmán Ávila, Una obra en tres actos: el negocio de las carnes congeladas en los tiempos de don Porfirio, Morelia, Michoacán, Universidad Michoacana de San Nicolás de Hidalgo/Instituto de Investigaciones Históricas, Grupo cultural "Uruapan visto por los uruapenses", 2022.
9. José Napoleón Guzmán Ávila, Logros y desafíos de una administración universitaria, Morelia, Michoacán, Universidad Michoacana de San Nicolás de Hidalgo, 1999.[8]

## Rector de la Universidad Michoacana de San Nicolás de Hidalgo
En la rectoría del ingeniero Leonel Muñoz (1986-1990), Napoleón Guzmán tuvo su primer encargo administrativo, al designársele como coordinador de la División de Ciencias y Humanidades. De igual forma, durante esa misma gestión se retomó el tema de la posible creación del Instituto de Investigaciones Históricas, y gracias al proyecto y gestiones del maestro Ángel Gutiérrez Martínez, se logró el sueño largamente acariciado, en noviembre de 1987. Los profesores Felipe Ángel Gutiérrez Martínez, Gabriel Silva Mandujano, Gerardo Sánchez Díaz, María Teresa Cortés Zavala, Silvia Figueroa Zamudio y José Alfredo Uribe Salas, resolvieron que fuera Napoleón Guzmán el director fundador. Dicho nombramiento lo obligó a renunciar a su cargo como Coordinador de Ciencias y Humanidades, por lo que le solicitó al rector abandonar su cargo. Pero el ingeniero Leonel Muñoz le pidió que permaneciera en el puesto por unos cuantos meses más, con el fin de encontrar a la persona idónea para dicha posición. Fue así como Napoleón Guzmán estuvo al frente del Instituto de Investigaciones Históricas y de la Coordinación de la División de Ciencias y Humanidades por un periodo aproximado de ocho meses.
Al hacerse cargo de la rectoría el maestro Salvador Galván Infante (1994-1998), Napoleón Guzmán colaboró con él en la Secretaría Auxiliar de la Dirección, y en los últimos ocho meses en la Secretaría de Difusión Cultural y Extensión Universitaria. Tras cuatro años de fungir como rector, el 9 de agosto de 1998 la Comisión de rectoría hizo pública la información de la renuncia del Mtro. Salvador Galván Infante.De esta manera, se abriría un intenso debate en torno a quien sería su sucesor. Hasta el día 9 de agosto, eran tres los nombres que se rumoreaban: Jorge Orozco Flores, Secretario Auxiliar; Napoleón Guzmán Ávila, Secretario de Difusión Cultural y Extensión Universitaria, y Francisco Octavio Aparicio Mendoza, asesor del gobernador del estado de ese entonces, Víctor Manuel Tinoco Rubí. Aunque también se habló de Enrique Villicaña Palomares y de Jaime Hernández Díaz, Director del Instituto Michoacano de Cultura. Finalmente, la comisión resolvió que fuera José Napoleón Guzmán Ávila el nuevo rector de la universidad. La designación fue bien recibida por diversos sectores universitarios, pero también hubo muestras de incredulidad y de asombro, porque se mencionaban otros nombres. Napoleón Guzmán ofreció un diálogo continuo con todas y cada una de las corrientes y grupos de la comunidad universitaria. También señaló que habría un gran impulso a las tareas académicas y científicas, y se procuraría obtener mayores apoyos federales. 
En enero de 1999, el ambiente político originado por la inminente designación de un rector definitivo provocó manifestaciones de todo tipo, mencionándose nombres de posibles sucesores de Napoleón Guzmán. Un número importante de consejeros universitarios, profesores e investigadores volcaron su apoyo al rector interino para que fuese ratificado en el cargo. Sin embargo, aún y con todas esas expresiones de apoyo, fueron tantas las discrepancias con el poder local y con las distintas corrientes dentro de la propia universidad, que Napoleón Guzmán decidió declinar a la ratificación. En una rueda de prensa adujo que por motivos personales no buscaría la rectoría. Tan sólo un par de días después de que anunciara su declinación, la Comisión de rectoría dio a conocer la designación del Lic. Marco Antonio Aguilar Cortés como rector definitivo.